# Barygenys nana
Barygenys nana är en groddjursart som beskrevs av Richard G. Zweifel 1972. Barygenys nana ingår i släktet Barygenys och familjen Microhylidae. IUCN kategoriserar arten globalt som livskraftig. Inga underarter finns listade.